# Папагайо (залив)
Папагайо (исп. golfo de Papagayo, «Залив Попугая») — залив в восточной части Тихого океана, омывает северо-западный берег Коста-Рики, в провинции Гуанакасте.
По заявлению правительства Коста-Рики, залив и его береговая линия является приоритетным направлением развития сферы туризма.
На побережье залива находится национальный парк Санта-Роса.

## История
Залив был открыт европейцами в 1523 году кормчим Андресом Ниньо в ходе экспедиции под руководством Хиля Гонсалеса Авилы.

## География
Площадь залива составляет около 600 км², максимальная глубина — около 100 м. В его акватории находится бухта Кулебра (исп. Bahía Culebra), один из центров туристического развития в Коста-Рике и Центральной Америке. Климат региона характеризуется чередованием сухого сезона (декабрь — март) и дождливого сезона (май—июнь и август—октябрь), разделённых коротким «бабьим летом» (исп. veranillo de San Juan).

## Океанография
Залив Папагайо находится под влиянием одной из трёх экосистем прибрежных апвеллингов Тихоокеанского побережья Центральной Америки. Этот процесс вызывается сильными северо-восточными ветрами, дующими через горные перевалы с территории Мексиканского залива и Карибского моря. Порывы ветра могут достигать 50 м/с на высоте 10 м от земли, а его воздействие распространяется на расстояние до 500 км от берега.
В 2017–2019 годах в заливе проведено 8 кампаний по наблюдению, в ходе которых исследовались вертикальные профили температуры, солёности, кислорода и хлорофилла на 23 океанографических станциях. Было подтверждено, что батиметрия залива создаёт асимметрию «север—юг» в распределении параметров солёности и температуры, а апвеллинги и явление «Эль-Ниньо — Южное колебание» (ЭНЮК) оказывают решающее влияние на сезонную и межгодовую изменчивость.
Апвеллинг обуславливает сезонные колебания температуры, солёности, содержания кислорода и концентрации хлорофилла. В первые месяцы года температура воды снижается до 12 °C (у дна), увеличивается солёность, фиксируются минимальные значения растворённого кислорода и максимум содержания хлорофилла.  
На гидрологические условия влияет термальный купол Коста-Рики (англ. Costa Rica Thermal Dome), а также ЭНЮК. В годы «Ла-Ниньи» в заливе усиливается апвеллинг, температура воды у поверхности падает, а величина первичной продукции возрастает. В годы «Эль-Ниньо» наблюдаются противоположные тенденции.

## Экосистема
Залив отличается большим разнообразием прибрежной экосистемы: мангровые леса, морские травы, песчаный субстрат, коралловые и скалистые рифы, острова. Здесь находятся одни из наиболее развитых коралловых рифов Коста-Рики, например у островов Мурсьелаго и в бухте Кулебра.  
Сезонные изменения океанографических условий влияют на распространение крупных морских животных: горбатых китов, дельфинов, акул, тунцов, кальмаров и марлинов. Это делает регион важным для рыболовства и экотуризма.